# Tetramesa nigricornis
Tetramesa nigricornis är en stekelart som först beskrevs av William Harris Ashmead 1894.  Tetramesa nigricornis ingår i släktet Tetramesa och familjen kragglanssteklar. Inga underarter finns listade i Catalogue of Life.